# Wettinia minima
Wettinia minima är en enhjärtbladig växtart som beskrevs av Rodrigo Bernal. Wettinia minima ingår i släktet Wettinia och familjen Arecaceae. IUCN kategoriserar arten globalt som starkt hotad. Inga underarter finns listade i Catalogue of Life.